# نیدهم، نورفک
نیدهم (به انگلیسی: Needham) یک محله مدنی و روستا در بریتانیا است که در South Norfolk واقع شده‌است. نیدهم ۴٫۶۹ کیلومتر مربع مساحت و ۳۰۹ نفر جمعیت دارد.